# Claude Cheysson
Claude Cheysson (París, 13 de abril de 1920 - París, 15 de octubre de 2012) fue un político francés que formó parte de la Comisión Europea, poder ejecutivo de la Unión Europea, entre 1973 y 1981 y otra vez entre 1985 y 1989.

## Actividad política
Afiliado del Partido Socialista, en 1948 fue nombrado miembro del Ministerios de Asuntos Exteriores de Francia, sirviendo como enlace con las autoridades de Alemania Occidental en los años siguientes. En 1952 fue nombrado consejero de la Indochina francesa, y en 1954 jefe del gabinete del primer ministro de Francia Pierre Mendès-France, ocupando este cargo hasta finales de 1955. Entre 1957 y 1962 fue Secretario General de la Comisión para la Cooperación Técnica en África, entre 1962 y 1965 director del Organismo Saharien y en 1966 embajador en Indonesia, manteniéndose en el puesto hasta 1969.
En 1973 fue nombrado Comisario Europeo de Desarrollo en la Comisión Ortoli, manteniendo el cargo en las Comisiones Jenkins y Thorn. En mayo de 1981, cuatro meses después de haber iniciado su mandato en la Comisión liderada por Gaston Thorn, abandona su cargo europeo, siendo sustituido por Edgard Pisani, para formar parte del gobierno de Pierre Mauroy como su Ministro de Asuntos Exteriores, cartera que mantiene hasta finales de diciembre de 1984, ya en el gobierno de Laurent Fabius.
Volvió a la Comisión Europea en 1985 como Comisario Europeo de Relaciones Exteriores, prestando especial atención a la política mediterránea y a las relaciones Norte-Sur en la Comisión Delors, manteniéndose en el cargo hasta finales de 1989 siendo sustituido por Frans Andriessen y Abel Matutes. En las elecciones europeas de 1989 fue escogido eurodiputado al Parlamento Europeo, permaneciendo en él hasta 1995.